# Pomerol
Pomerol è un comune francese di 737 abitanti situato nel dipartimento della Gironda nella regione della Nuova Aquitania.
Famoso soprattutto per il vino Château Pétrus che viene prodotto in questo territorio.

## Società

### Evoluzione demografica
Abitanti censiti